# (21018) 1988 VV1
1988 في في 1 (ويعرف أيضًا باسم (21018) 1988 في في 1 وفق تسمية الكوكب الصغير) (بالإنجليزية: 1988 VV1)‏ هو كويكب ضمن حزام الكويكبات؛ وترتيبه 21018 من حيث الاكتشاف.
اكتُشف هذا الجُرم الفلكي بواسطة Yoshiaki Oshima ‏ في 2 نوفمبر 1988.

## وصلات خارجية
- (21018) 1988 VV1 في قاعدة بيانات مختبر الدفع النفاث لأجرام النظام الشمسي الصغيرة

- الاكتشاف · مخطط المدار ·  العناصر المدارية · المعلمات المادية

- (21018) 1988 VV1 على موقع ويكي سكاي: DSS2, SDSS, GALEX, IRAS, Hydrogen α, X-Ray, Astrophoto, Sky Map, Articles and images